# (100821) 1998 FA140
(100821) 1998 FA140 es un asteroide perteneciente al cinturón de asteroides, región del sistema solar que se encuentra entre las órbitas de Marte y Júpiter, descubierto el 28 de marzo de 1998 por el equipo del Lincoln Near-Earth Asteroid Research desde el Laboratorio Lincoln, Socorro, Nuevo México, Estados Unidos.

## Designación y nombre
Designado provisionalmente como 1998 FA140. 

## Características orbitales
1998 FA140 está situado a una distancia media del Sol de 2,242 ua, pudiendo alejarse hasta 2,392 ua y acercarse hasta 2,091 ua. Su excentricidad es 0,066 y la inclinación orbital 3,342 grados. Emplea 1226,31 días en completar una órbita alrededor del Sol.

## Características físicas
La magnitud absoluta de 1998 FA140 es 16,5. 